# Пътна камера
Пътната камера е видеокамера, разположена отстрани или над пътното платно, или монтирана на полицейска кола, която отчита нарушенията на правилата на пътя, в това число превишена скорост, преминаване на червено, неправомерно шофиране в автобусната лента, задръствания в кръстовища.
Ето някои пътни камери, следящи за пътната обстановка: трафик камера; камера на светофар – предназначена за превозни средства, които преминават на червено; камера за пътна безопасност; камера, следяща реда по улиците; спийд камера (фоторадар, радар с камера); камера, следяща автобусната лента – това са автоматизирани камери за глоби.
Системите за автоматично разпознаване на регистрационен номер могат да бъдат използвани за отчитане на средна скорост, те помагат на органите на реда да достигнат собственика на автомобила, с който е извършено нарушението. Обикновено собствениците биват изисквани от закона, за да идентифицират шофьора и делото се завежда до Европейски съд за човешките права.

### Видове спийд камери
Те биват неподвижни или преносими и са такива, които измерват времето, необходимо за изминаване на разстояние между две или повече точки (от няколкостотин метра до няколкостотин километра) и се наричат още „Автоматични системи за разпознаване на регистрационния номер“. Чрез това измерване, камерите изчисляват средната скорост на автомобила. Технологията използва инфрачервни камери, свързани с компютър, който разчита символите от регистрационните номера и ги идентифицира в реално време.
Неподвижните системи биват монтирани в кутии или на стълбове, встрани или над пътното платно, на надлези, мостове.
Преносимите спийд камери са онези, които се монтират в полицейските автомобили или биват ръчни и използвани от служителите на реда. Ако камерата е монтирана в автомобила, то той не е необходимо да бъде неподвижен, а дори може да се движи по посока или срещу трафика. Скоростта на автомобила се изчислява, като или се събира, или се изважда от тази на полицейския автомобил. Задължително условие е скоростомерът на камерата да бъде точно калибриран.

## Избягване/укриване
За да избегнат индикирането, както и преследването от закона, шофьорите могат да:
- карат 'с' или 'под' позволената от закона скорост.
- намалят точно преди камерата да ги засече, но това може да доведе до ПТП.
- използват
  - Global Positioning System|GPS средства за навигация, които разполагат с база данни от известните локации на спийд камери и служат за по-ранното им избягване. Тази база данни може и бива обновявана регулярно. Но е редно да се отбележи, че този метод не е легален и е забранен от закона.
  - радар-детектор, който служи да предупреди шофьора за наличието на радар за измерване на скоростта.
  - антирадар е устройство, което се свързва с радара за измерване на скоростта, предава му сигнал и обърква неговите показания. Използването на антирадар е нелегално.
  - заглушаващо устройство, което заглушава сигналите изпращани от радар за измерване на скоростта. Използването на заглушаващо устройство също е нелегално.

## История
Концепцията за спийд камера датира от далечната 1905; Popular Mechanics пише за патент на „Записваща камера, служеща за залавянето на моторизирани нарушители“, с която операторът да заснеме движението на автомобила между точките от измерваната дистанция. По този начин можело да се изчисли скоростта и да се идентифицира шофьора.
Холандската компания Gatsometer BV, основана през 1958 от рали състезателя Maurice Gatsonides, създала 'Gatso'метъра. Идеята на Gatsonides била да следи средната скорост за обиколка на състезателната писта и именно за това изобретил устройството, с което да подобри своите времена. По късно компанията започнала да доставя тези устройства на полицията. За първи път устройството било представено в края на 60-те години на миналия век. Gatsometer представил първата камера – „червена светлина“ през 1965, първият трафик радар – през 1971 и първата мобилна спийд камера – през 1982.
От края на 90-те започва да се появява цифровата камера. Тя има предимството да бъде свързана в мрежа и да изпраща заснетите нарушения автоматично към база данни. Предимството на film-based системите е, че те предоставят по-добро качество на изображението при различни условия на осветеност на пътя и за това са предпочитани при водене на съдебни дела. Цифровите системи предлагат по-голяма гъвкавост, по-малка нужда от поддръжка и са по-разпространени.

## Галерия от спийд камери в България
- Спийд камера до с. Микре
- Спийд камера до с. Старо Оряхово
- Спийд камера до гр. Търговище